# Лебяжий заказник (Минск)

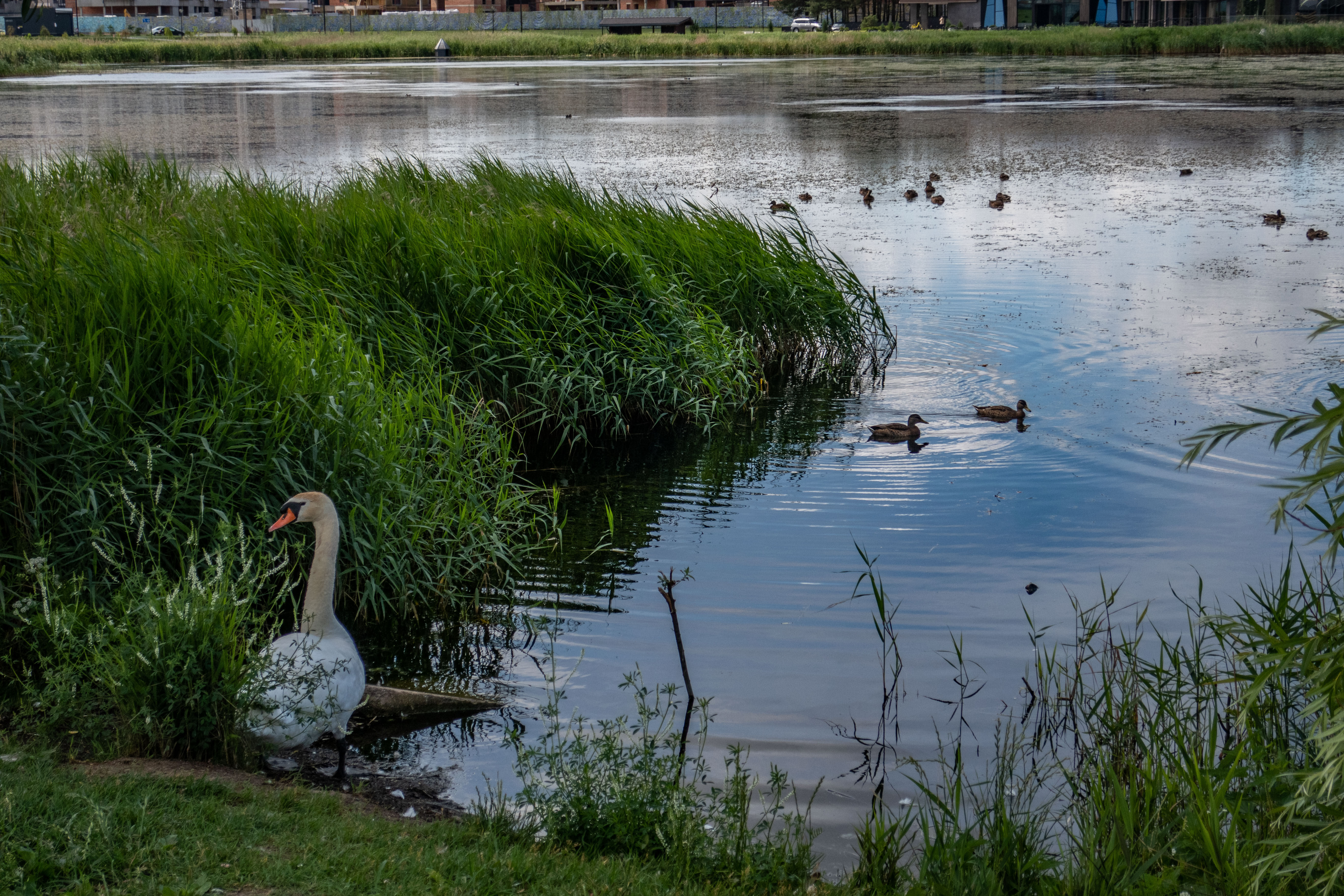
Лебедь и утки в пруду заказника

Лебяжий заказник (бел. Лебядзіны заказнік) — республиканский биологический заказник, расположенный в границах города Минска к юго-западу от транспортной развязки Минской кольцевой автомобильной дороги с проспектом Победителей. Общая площадь заказника составляет 43,49 гектара.

## История
Государственный биологический (зоологический) заказник Лебяжий был образован в 1984 году на площади 51 га, а затем был преобразован в республиканский биологический заказник Лебяжий. Заказник был объявлен в целях сохранения ценного в научном и эстетическом и рекреационном отношении водно-болотного комплекса природно-антропогенного происхождения, в пределах которого находятся колониальные поселения и места обитания птиц, относящихся к видам, включенным в Красную книгу Республики Беларусь и (или) охраняемым в соответствии с международными договорами. Согласно постановлению Совета Министров Республики Беларусь от 23.09.2019 г. № 647, «Лебяжий» преобразован в республиканский заказник.
В 2014 году из территории заказника было изъято 8 га территории для застройки (жилой комплекс и ресторан). Конечным собственником ресторана в начале 2020 года являлся Национальный олимпийский комитет Республики Беларусь. В 2018 году указом президента Республики Беларусь № 468 в генеральный план Минска были внесены дополнительные изменения, и часть территории заказника была исключена из зоны природных особо охраняемых территорий.

## Характеристика
Лебяжий биологический заказник уникален тем, что полностью находится в черте города. Однако это влечёт и проблемы, такие, как замусоривание территории, беспокойство обитающих на ней животных, загрязнение почвы и воды бытовыми стоками. В центре особо охраняемой природной территории расположен пруд, возникший на месте бывших торфоразработок. Территория отличается высоким уровнем биологического разнообразия. Здесь гнездятся или встречаются во время миграции многие редкие виды, включая малую выпь, коростеля, усатую синицу, варакушку.

## Галерея

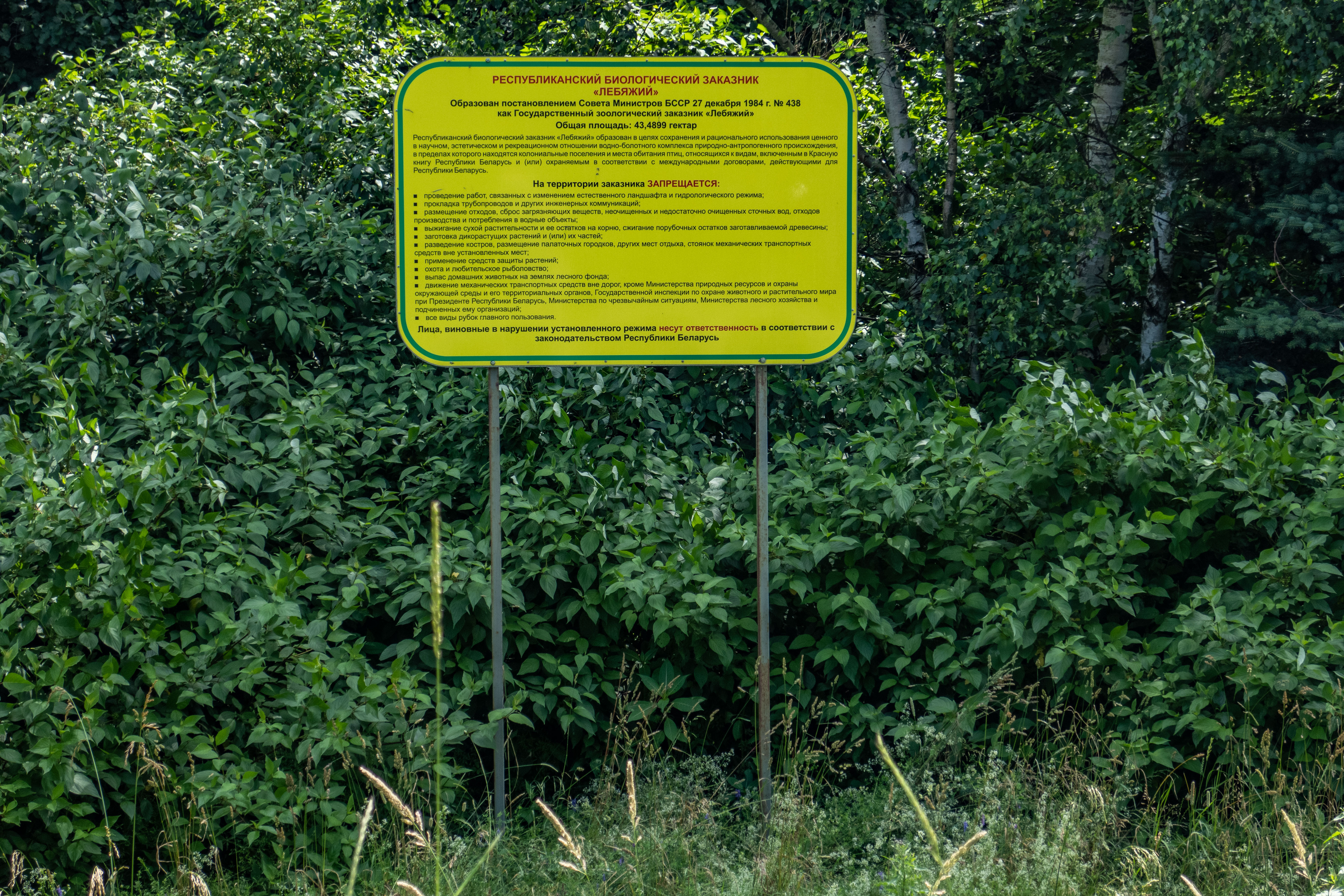
Информационный стенд с официальной информацией
Скульптура «Лебеди» и лебедь (слева)
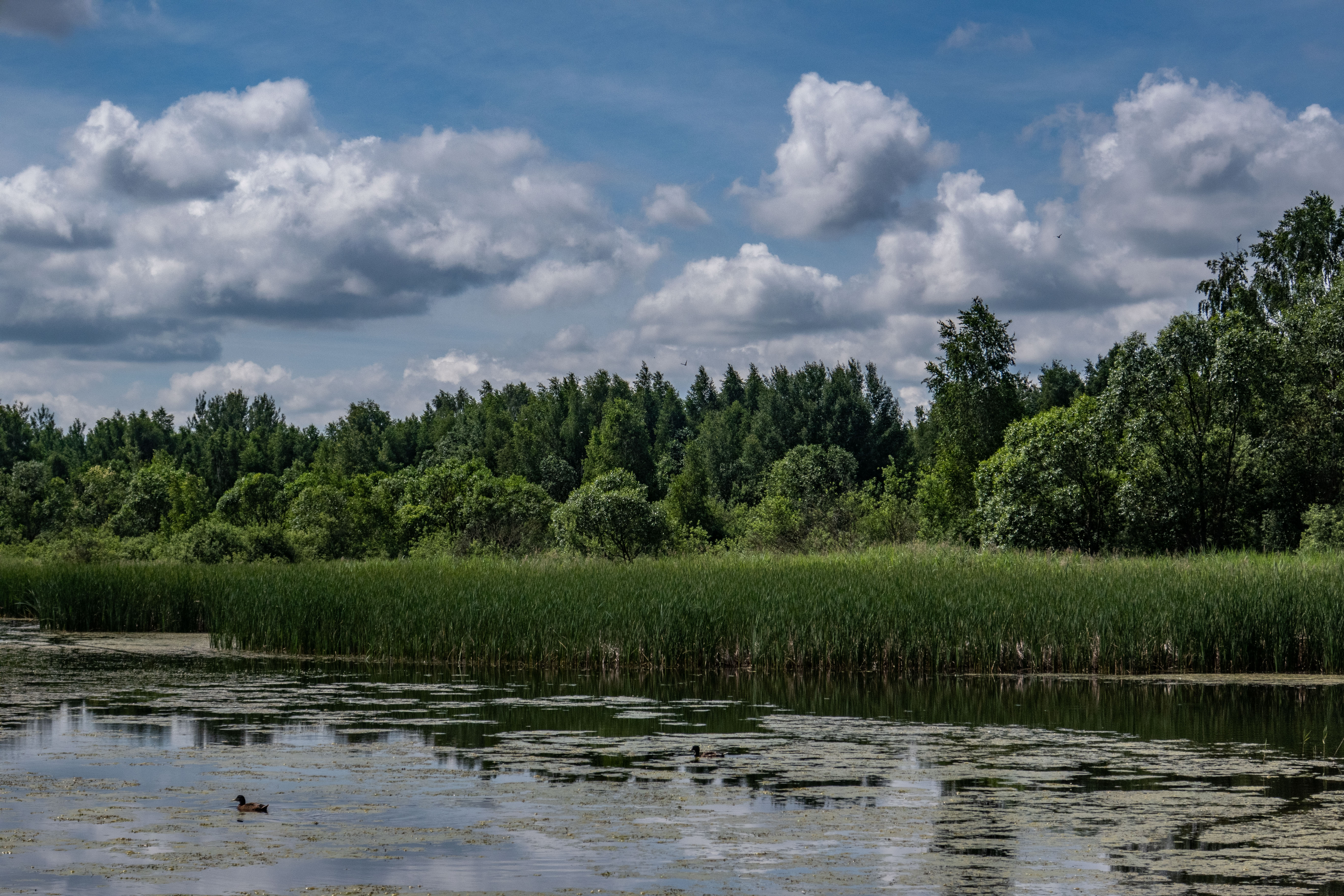
Северо-западная часть заказника
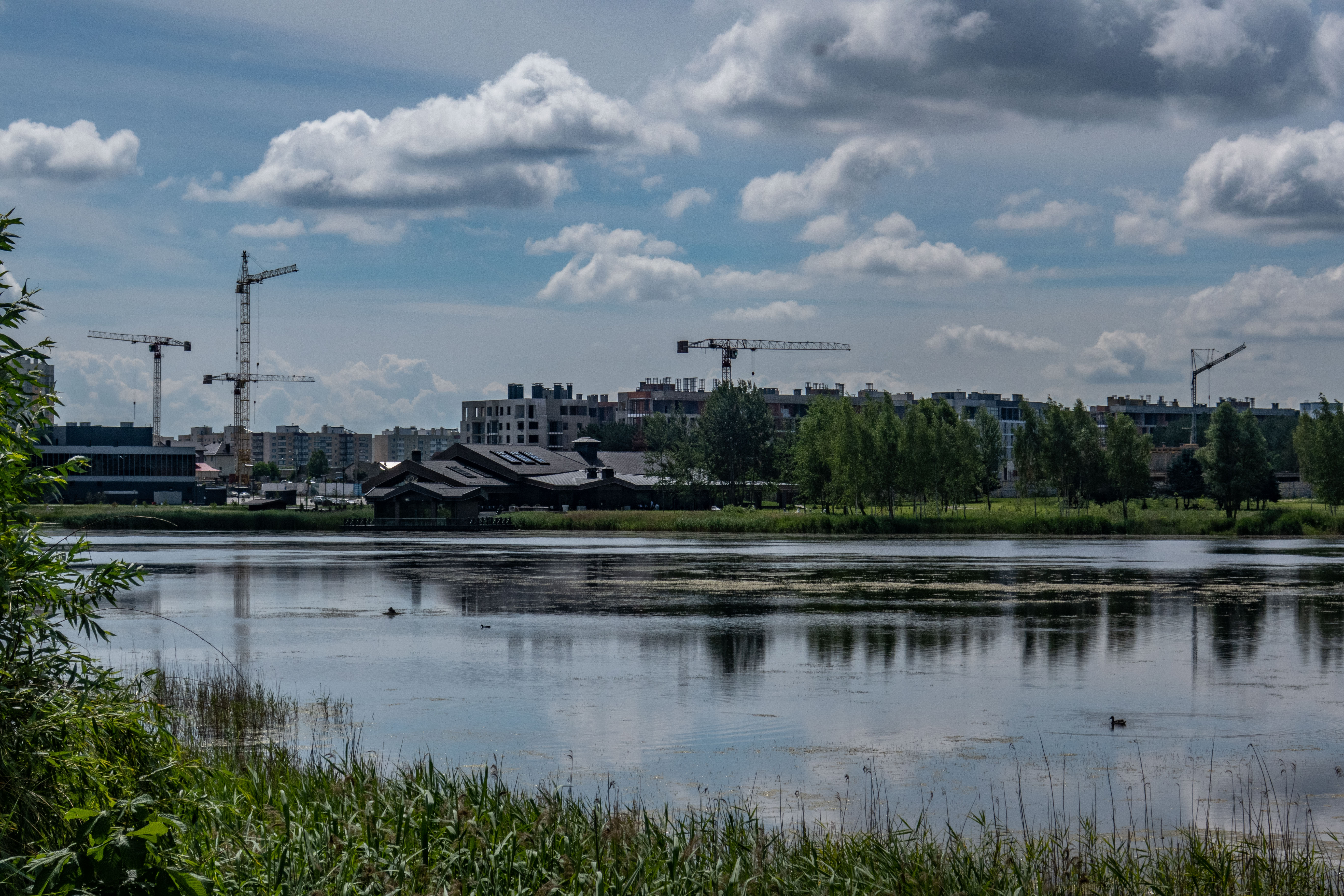
Жилой комплекс и ресторан, ради строительства которых территория заказника была уменьшена